# Jeslin Niens
Jeslin Niens (5 oktober 1999) is een Nederlands voetbalster die uitkwam voor PEC Zwolle.

## Carrière
In de zomer van 2016 maakte ze de overstap van SV Raalte naar FC Twente. Vier jaar later zette ze haar carrière voort bij PEC Zwolle. Op 18 november 2016 maakte ze haar debuut bij de eerste selectie in de uitwedstrijd tegen ADO Den Haag. In de 75e minuut mocht ze invallen voor Rebecca Doejaaren. De wedstrijd eindigde in 3–4.

### Carrièrestatistieken
| Seizoen                    | Club            | Land            | Competitie      | Competitie | Competitie | Beker | Beker | Internationaal | Internationaal | Overig | Overig | Totaal | Totaal |
| Seizoen                    | Club            | Land            | Competitie      | Wed.       | Dlp.       | Wed.  | Dlp.  | Wed.           | Dlp.           | Wed.   | Dlp.   | Wed.   | Dlp.   |
| -------------------------- | --------------- | --------------- | --------------- | ---------- | ---------- | ----- | ----- | -------------- | -------------- | ------ | ------ | ------ | ------ |
| 2016/17                    | PEC Zwolle      | Nederland       | Eredivisie      | 2          | 0          | 0     | 0     | –              | –              | –      | –      | 2      | 0      |
| 2017/18                    | PEC Zwolle      | Nederland       | Eredivisie      | 13         | 0          | 0     | 0     | –              | –              | –      | –      | 13     | 0      |
| 2018/19                    | PEC Zwolle      | Nederland       | Eredivisie      | 19         | 1          | 4     | 0     | –              | –              | –      | –      | 23     | 1      |
| 2019/20                    | PEC Zwolle      | Nederland       | Eredivisie      | 8          | 0          | 1     | 0     | –              | –              | 3      | 0      | 12     | 0      |
| 2020/21                    | PEC Zwolle      | Nederland       | Eredivisie      | 4          | 0          | 0     | 0     | –              | –              | 2      | 0      | 6      | 0      |
| Carrière totaal            | Carrière totaal | Carrière totaal | Carrière totaal | 46         | 1          | 5     | 0     | 0              | 0              | 5      | 0      | 56     | 1      |
| Bijgewerkt tot 30 mei 2021 |                 |                 |                 |            |            |       |       |                |                |        |        |        |        |

## Interlandcarrière

### Nederland onder 19
Op 18 juli 2018 debuteerde Niens bij het Nederland –19 in een wedstrijd op het Europees kampioenschap –19 tegen Italië –19.
| Interlands van Jeslin Niens  | Interlands van Jeslin Niens  | Interlands van Jeslin Niens  | Interlands van Jeslin Niens  | Interlands van Jeslin Niens  | Interlands van Jeslin Niens  |
| №                            | Datum                        | Wedstrijd                    | Uitslag                      | Soort Wedstrijd              | Doelpunten                   |
| Als speelster bij PEC Zwolle | Als speelster bij PEC Zwolle | Als speelster bij PEC Zwolle | Als speelster bij PEC Zwolle | Als speelster bij PEC Zwolle | Als speelster bij PEC Zwolle |
| ---------------------------- | ---------------------------- | ---------------------------- | ---------------------------- | ---------------------------- | ---------------------------- |
| 1.                           | 18 juli 2018                 | Nederland – Italië           | 3 – 1                        | EK –19 2018                  | 0                            |
| 2.                           | 24 juli 2018                 | Denemarken – Nederland       | 3 – 1                        | EK –19 2018                  | 0                            |

### Nederland onder 16
Op 9 juli 2016 debuteerde Niens voor het Nederland –16 in een vriendschappelijke wedstrijd tegen Duitsland –16 (2 – 0 winst).
| Interlands van Jeslin Niens  | Interlands van Jeslin Niens  | Interlands van Jeslin Niens  | Interlands van Jeslin Niens  | Interlands van Jeslin Niens  | Interlands van Jeslin Niens  |
| №                            | Datum                        | Wedstrijd                    | Uitslag                      | Soort Wedstrijd              | Doelpunten                   |
| Als speelster bij PEC Zwolle | Als speelster bij PEC Zwolle | Als speelster bij PEC Zwolle | Als speelster bij PEC Zwolle | Als speelster bij PEC Zwolle | Als speelster bij PEC Zwolle |
| ---------------------------- | ---------------------------- | ---------------------------- | ---------------------------- | ---------------------------- | ---------------------------- |
| 1.                           | 19 februari 2016             | Nederland – Duitsland        | 0 – 2                        | Vriendschappelijk            | 0                            |
| 2.                           | 21 februari 2016             | Schotland – Nederland        | 1 – 4                        | Vriendschappelijk            | 0                            |
| 3.                           | 23 februari 2016             | Nederland – Spanje           | 1 – 2                        | Vriendschappelijk            | 0                            |